# Campanário (Minas Gerais)
Campanário is een gemeente in de Braziliaanse deelstaat Minas Gerais. De gemeente telt 3.757 inwoners (schatting 2009).

## Aangrenzende gemeenten
De gemeente grenst aan Frei Gaspar, Itambacuri, Jampruca en Pescador.